# Ave Maria (Mozart)
Ave Maria (también conocido como el Canon de Bernried), K. 554 es un canon en fa mayor para cuatro voces a cappella de Wolfgang Amadeus Mozart; Mozart incluyó esta obra en su catálogo temático el 2 de septiembre de 1788, siendo el segundo de una serie de diez cánones.

## Origen del sobrenombre
Este canon ha sido conocido durante mucho tiempo como el "Canon de Bernried", debido a la creencia (hoy totalmente desmentida) de que Mozart escribió esta pieza en el álbum del Monasterio de Bernried (Starnberg), que supuestamente visitó durante su estancia en Múnich entre 1780 y 1781. En 1813, se instaló en el muro exterior una losa de piedra que contenía el canon inscrito.
El autógrafo, cortado supuestamente del álbum de los monjes de Bernried y recogido finalmente entre las posesiones del príncipe de Fürstenberg, contiene de hecho no solo el canon KV 554, sino también los cánones KV 555 y 558. La historia sobre el origen de este canon ha sido rechazada porque, aparte de que no existen evidencias documentales que den indicios de una visita de Mozart a Bernried, se ha observado que el cantero que grabó la losa con el canon tomó como modelo no el manuscrito original, sino la edición de la pieza publicada por Simrock.

## Música
El canon está escrito en compás de compasillo y en la tonalidad de fa mayor. El tema presenta una extensión de veinticuatro compases; entrando cada una de las voces transcurridos seis compases. El canon presenta una indicación de Andante.

## Texto
El canon se interpreta sobre las palabras «Ave Maria» (en latín, Dios te salve, María).

## Obras relacionadas
Otros cánones que Mozart también apuntó en su catálogo temático el día 2 de septiembre de 1788 son: Alleluia (KV 553), también de tema religioso; Caro bell' idol mio (KV 562), de tema amoroso; Difficile lectu mihi Mars (KV 559), O du eselhafter Peierl (KV 560a) y Bona nox (KV 561), los cuales usan un lenguaje obsceno, marcado por la presencia de humor escatológico.